# Binaluacris maculata
Binaluacris maculata är en insektsart som beskrevs av Willemse, F.M.H. 1978. Binaluacris maculata ingår i släktet Binaluacris och familjen gräshoppor. Inga underarter finns listade i Catalogue of Life.